# Neptun 403
Die Frachtschiffsserie Neptun 403, auch Serie Ivory Tellus genannt, ist ein sehr variabler Stückgutschiffstyp der Rostocker Schiffswerft „Neptun“.

## Geschichte
Grundlage des Typs waren die geringfügig kleineren Baureihen Neptun 381 und Neptun 371. Die Schiffe stimmen weitgehend mit dem Typ Neptun 388 von 1974 und Neptun 401 von 1976 überein. Hergestellt wurde die Baureihe 1976/77 in drei Einheiten. Vorgesehen sind die wahlweise als Volldecker oder Freidecker ausgelegten Schiffe vorwiegend für den kombinierten Transport von Stückgut, Containern, Schwergut, Holz, Schüttgutladungen, aber auch Früchten und Süßöl.
Erstes Schiff und Namensgeber der Serie war die am 30. Juli 1976 vom Stapel gelassene Ivory Tellus mit der Baunummer 403. Die anfangs in Panama beheimatete Ivory Tellus wurde 1978 neu vermessen und mehrfach umbenannt, zuletzt 1996 in Hermod. Ab dem 1. März 2002 wurde das zuletzt unter der Flagge von Thailand fahrende Schiff im indischen Alang abgebrochen.
Das zweite Schiff dieser Serie, Baunummer 404, war die unter dem Namen Ivory Uranus auf Kiel gelegte und am 4. Dezember 1976 vom Stapel gelassene Cam Bubinga. Das im April 1977 für Eigner aus Kamerun fertiggestellte Schiff fährt seit 1987 unter chinesischer Flagge als Yin Feng und wird immer noch im Register geführt.
Drittes Schiff und Abschluss der Baureihe war die 1977 abgelieferte Claudia Maria. Nach mehreren Umbenennungen wurde das zuletzt unter dem Namen Laurissa fahrende Schiff ab dem 23. Januar 1999 im indischen Alang abgebrochen.

## Technik
Angetrieben wurden die Schiffe von einem in MAN-Lizenz gefertigten 6620 kW Zweitakt-Dieselmotor des Typs K9Z 60/105 E des Herstellers VEB Maschinenbau Halberstadt der direkt auf einen Festpropeller wirkt. Die Maschinenanlage ist für den weitgehend automatisierten Betrieb eingerichtet.
Die mit einem Wulstbug versehenen Rümpfe sind in Sektionsbauweise zusammengefügt. Der mit Einzelkammern ausgestattete Wohn- und Arbeitsbereich der achtern angeordneten Decksaufbauten ist klimatisiert.
Die drei Laderäume mit einem Rauminhalt von 20.189 m³ Kornraum und 18.200 m³ Ballenraum verfügen über Zwischendecks, die Laderäume werden mit MacGregor-Lukendeckeln verschlossen. Es können außerdem 108 m³ Kühlladung und 383 m³ Süßöl und 336 Container, oder 3922 Standards Holz transportiert werden. Das Ladegeschirr besteht aus drei 16 Tonnen Schwingladebäumen, zwei 25 Tonnen Bordkränen und einem durchschwenkbaren 150 Tonnen Schwergutbaum.